# Jägerpfuhl
Das Biotop Jägerpfuhl liegt in der Gemeinde Mandelbachtal im Saarpfalz-Kreis (Saarland). Mit „Pfuhl“ bezeichnet der Volksmund im Saarland eine Mardelle. Seit 1999 steht das 2.100 m² große Biotop des „Jägerpfuhls auf dem Hölschberg“ durch Satzung als geschützter Landschaftsbestandteil (GLB) unter besonderem Schutz.

## Lage
Der Jägerpfuhl liegt auf dem Hölschberg bei Erfweiler-Ehlingen, in einer hügelig, landwirtschaftlich geprägten Landschaft des vorderen Bliesgaus, eingebettet in einen Ausläufer des Pfälzisch-Saarländischen Muschelkalkgebietes. Der Hölschberg ist mit 397 m die höchste Erhebung der Gemeinde Mandelbachtal.
Der Jägerpfuhl kann mit dem Auto über die Straße „Am Hölschberg“ in Biesingen erreicht werden. Vom dortigen Wanderparkplatz, vorbei am Gasthaus „Bellevue“ und dem Optischen Telegrafen, liegt er nur wenige Gehminuten entfernt. GPS:  N49° 12.70608  E7° 11.97787

## Die Legende vom Jägerpfuhl auf dem Hölschberg
Auf dem Hölschberg lebte dort vor langer Zeit ein grausamer Jäger mit seinen Banditen. Die Menschen trauten sich aus Angst vor ihm nicht, den Wald zu betreten.
Der Jäger verfolgte eines Tages hartnäckig einen Hasen. Der Hase lief auf das Forsthaus zu und sprang um es herum. Der Jäger rief zornig: „Wenn ich ihn nicht treffe, so soll mein Haus verflucht und verwünscht sein und in den Boden sinken!“ Er schoss allerdings daneben. 
Daraufhin wurden er, seine Gesellen und das Haus von einem Abgrund verschluckt. An der Stelle entstand ein Weiher, der Jägerpfuhl. Der Förster soll auch heute noch keine Ruhe gefunden haben und sich zur Advents- und Fastenzeit im Wald herumtreiben. Dabei erschreckt er Wanderer, Kinder und Wild mit Geheul und Hundegebell.

## Der Sagenberg „Hölschberg“
Der Hölschberg bei Erfweiler-Ehlingen verdankt seinen Namen Hel, der germanischen Göttin des Totenreichs. Seit jeher ranken sich um den mystischen Berg zahlreiche Legenden, welche die Menschen der Region in früheren Zeiten in Angst und Schrecken versetzten. Die bekannteste Sage ist die vom Jägerpfuhl, die der saarländische Zeichner Bernd Kissel für den Verkehrsverein Mandelbachtal adaptiert hat.